# Obispado castrense de Chile
El obispado castrense de Chile u ordinariato militar de Chile es una circunscripción eclesiástica de la Iglesia católica en Chile. Se trata de un ordinariato militar latino, inmediatamente sujeto a la Santa Sede. Desde el 28 de octubre de 2021 el ordinario militar es el obispo Pedro Mario Ossandón Buljevic.

## Territorio y organización
El ordinariato militar tiene jurisdicción personal peculiar ordinaria y propia sobre los fieles católicos militares de rito latino (y otros fieles definidos en los estatutos), incluso si se hallan fuera de las fronteras del país, pero los fieles continúan siendo feligreses también de la diócesis y parroquia de la que forman parte por razón del domicilio o del rito, pues la jurisdicción es cumulativa con el obispo del lugar. Los cuarteles y los lugares reservados a los militares están sometidos primera y principalmente a la jurisdicción del ordinario militar, y subsidiariamente a la jurisdicción del obispo diocesano cuando falta el ordinario militar o sus capellanes. El ordinariato tiene su propio clero, pero los obispos diocesanos le ceden sacerdotes para llevar adelante la tarea de capellanes militares de forma exclusiva o compartida con las diócesis. 
La sede del ordinariato militar se encuentra en la ciudad de Santiago de Chile, en donde en la comuna de Providencia se halla la Catedral castrense de Nuestra Señora del Carmen. Existe un servicio religioso para cada una de las Fuerzas Armadas y de Carabineros, con un capellán jefe al frente de cada uno. Cada servicio religioso tiene una iglesia institucional:
- Servicio Religioso del Ejército de Chile: Catedral de Nuestra Señora del Carmen, en Providencia, Santiago de Chile;
- Servicio Religioso de la Armada de Chile: iglesia de Nuestra Señora del Carmen, en Las Salinas, Viña del Mar;
- Servicio Religioso de la Fuerza Aérea de Chile: iglesia de Nuestra Señora de Loreto, en Las Condes, Santiago de Chile;
- Servicio Religioso de Carabineros de Chile: iglesia de San Ramón, Santiago de Chile.

En 2021 en el ordinariato militar no existían parroquias.

## Historia
Durante el siglo XIX los capellanes del Ejército de Chile (los de las guarniciones del norte de Chile) dependían de la arquidiócesis de Arequipa en Perú. Esto representaba un problema, pues generalmente esta ponía impedimentos al servicio religioso militar, esto dado por los resabios de la guerra del Pacífico. Ante estos hechos y ante la necesidad de dar un servicio religioso estable y constituido a las Fuerzas Armadas de la República de Chile, el 3 de mayo de 1910 el papa Pío X con el breve In hac Beatissimi erigió el vicariato militar castrense de Chile, siendo su primer vicario Rafael Edwards Salas. Este tendría como objetivo atender las necesidades espirituales de los miembros de las Fuerzas Armadas en servicio activo y sus familiares inmediatos.
La catedral fue bendecida el 17 de marzo de 1986 y consagrada el 27 de diciembre de 1994.
Mediante la promulgación de la constitución apostólica Spirituali militum curae por el papa Juan Pablo II el 21 de abril de 1986 los vicariatos militares fueron renombrados como ordinariatos militares o castrenses y equiparados jurídicamente a las diócesis. Cada ordinariato militar se rige por un estatuto propio emanado de la Santa Sede y tiene a su frente un obispo ordinario nombrado por el papa teniendo en cuenta los acuerdos con los diversos Estados. De esta forma se constituyó el obispado castrense de Chile. Su primer obispo fue José Joaquín Matte Varas.
El 23 de enero de 1988 se promulgaron los estatutos del ordinariato militar chileno, previstos por Spirituali militum curae.
El 7 de julio de 2015 fue nombrado en el cargo de ordinario militar Santiago Silva Retamales, el 12 de septiembre, en una ceremonia realizada en la catedral castrense, asumió formalmente el cargo. Hasta el 23 de diciembre del 2020 cuando el papa Francisco lo nombró obispo de Valdivia. El 28 de octubre del 2021 el papa Francisco nombró como obispo a Pedro Ossandón Buljevic, obispo auxiliar de Valparaíso y presidente de la Comisión Nacional de Animación Bíblica de Pastoral. 

## Estadísticas
Según el Anuario Pontificio 2022 el ordinariato militar tenía a fines de 2021 74 sacerdotes y 10 diáconos y 10 religiosos.
| Año                                                                             | Población            | Población | Población      | Sacerdotes | Sacerdotes    | Sacerdotes    | Bautizados por sacerdote | Diáconos permanentes | Religiosos | Religiosos | Parroquias |
| Año                                                                             | Bautizados católicos | Total     | % de católicos | Total      | Clero secular | Clero regular | Bautizados por sacerdote | Diáconos permanentes | Varones    | Mujeres    | Parroquias |
| ------------------------------------------------------------------------------- | -------------------- | --------- | -------------- | ---------- | ------------- | ------------- | ------------------------ | -------------------- | ---------- | ---------- | ---------- |
| 1999                                                                            |                      |           |                | 81         | 61            | 20            | 0                        | 7                    | 20         | 0          | 40         |
| 2000                                                                            |                      |           |                | 101        | 66            | 35            | 0                        | 7                    | 35         | 0          | 42         |
| 2001                                                                            |                      |           |                | 110        | 80            | 30            | 0                        | 7                    | 32         | 0          | 42         |
| 2002                                                                            |                      |           |                | 105        | 93            | 12            | 0                        | 10                   | 12         | 0          |            |
| 2003                                                                            |                      |           |                | 93         | 85            | 8             | 0                        | 10                   | 8          | 0          |            |
| 2004                                                                            |                      |           |                | 96         | 89            | 7             | 0                        | 6                    | 7          | 0          |            |
| 2013                                                                            |                      |           |                | 86         | 71            | 15            | 0                        | 11                   | 15         | 0          |            |
| 2016                                                                            |                      |           |                | 91         | 78            | 13            | 0                        | 11                   | 13         | 0          |            |
| 2019                                                                            |                      |           |                | 83         | 73            | 10            | 0                        | 8                    | 10         | 0          |            |
| 2021                                                                            |                      |           |                | 74         | 64            | 10            |                          | 10                   | 10         |            |            |
| Fuente: Catholic-Hierarchy, que a su vez toma los datos del Anuario Pontificio. |                      |           |                |            |               |               |                          |                      |            |            |            |

## Episcopologio

### Vicarios castrenses
- Rafael Edwards Salas † (27 de mayo de 1910-5 de agosto de 1938 falleció)
- José Luis Fermandois Cabrera † (8 de agosto de 1938-18 de agosto de 1941 falleció)
- Carlos Labbé Márquez † (18 de agosto de 1941-17 de octubre de 1941 falleció)
- Julio Tadeo Ramírez Ortiz † (17 de octubre de 1941-10 de junio de 1942 falleció)
- Teodoro Eugenín Barrientos, SS.CC. † (20 de junio de 1942-21 de diciembre de 1959 renunció)
- Francisco Xavier Gillmore Stock † (16 de octubre de 1959-26 de noviembre de 1983 retirado)
- José Joaquín Matte Varas † (26 de noviembre de 1983-21 de abril de 1986 nombrado ordinario militar)

### Obispos castrenses
Los obispos castrenses de Chile han sido:
| Obispo                                      | Período                                                                              |
| ------------------------------------------- | ------------------------------------------------------------------------------------ |
| José Joaquín Matte Varas †                  | 21 de abril de 1986-31 de enero de 1995 renunció                                     |
| Gonzalo Duarte García de Cortázar, SS.CC. † | 31 de enero de 1995-4 de noviembre de 1999 renunció                                  |
| Pablo Lizama Riquelme                       | 4 de enero de 1999-27 de febrero de 2004 nombrado arzobispo coadjutor de Antofagasta |
| Juan de la Cruz Barros Madrid               | 9 de octubre de 2004-10 de enero de 2015 nombrado obispo de Osorno                   |
| Santiago Silva Retamales                    | 7 julio de 2015-23 de diciembre de 2020 nombrado obispo de Valdivia)                 |
| Pedro Mario Ossandón Buljevic               | Desde el 28 de octubre de 2021                                                       |